# Không có gì và không một ai
Không có gì và không một ai là một bộ phim truyền hình được thực hiện bởi Hãng phim Truyền hình Thành phố Hồ Chí Minh, Đài Truyền hình Thành phố Hồ Chí Minh do Trần Mỹ Hà làm đạo diễn. Phim được chuyển thể từ tiểu thuyết cùng tên của nhà văn Nguyễn Đông Thức. Phim phát sóng vào lúc 17h30 từ thứ 2 đến thứ 5 hàng tuần bắt đầu từ ngày 21 tháng 4 năm 2015 và kết thúc vào ngày 11 tháng 6 năm 2015 trên kênh HTV9.

## Nội dung
Không có gì và không một ai câu chuyện "thời hậu chiến" của những con người có tuổi thanh xuân đẹp nhất đúng vào năm nước nhà thống nhất cho tới hôm nay. Họ từ thưở thanh niên cho tới khi chớm già, vẫn giữ được một tình bạn đẹp, giúp đỡ và hy sinh vì nhau, để cùng ngoảnh nhìn lại "thấy đời mình không hối tiếc".

## Diễn viên
- Quốc Trường trong vai Phong
- Hồng Ân trong vai Thương[7]
- Bảo Anh trong vai Tiềm
- Phương Khánh trong vai Châu

Cùng một số diễn viên khác...

## Giải thưởng
| Năm  | Giải thưởng                                | Hạng mục                | (Người) đề cử | Kết quả   | Tham khảo |
| ---- | ------------------------------------------ | ----------------------- | ------------- | --------- | --------- |
| 2015 | Liên hoan truyền hình toàn quốc lần thứ 35 | Phim truyền hình        | —             | Giải bạc  | [ 8 ]     |
| 2016 | Giải Cánh diều 2015                        | Phim truyện truyền hình | —             | Bằng khen | [ 9 ]     |